# Lituania en el Festival de la Canción de Eurovisión 2021
Lituania participó en el LXV Festival de la Canción de Eurovisión, celebrado en Róterdam, Países Bajos del 18 al 22 de mayo del 2021, tras la victoria de Duncan Laurence con la canción «Arcade». La Lietuvos nacionalinis radijas ir televizija (LRT), radiodifusora encargada de la participación lituana dentro del festival, se encargó de organizar por segundo año consecutivo el Pabandom iš Naujo! (en español: ¡Intentémoslo de nuevo!) como final nacional del país. Tras la realización de dos rondas eliminatorias y una semifinal, en la que concursaron 21 canciones, se realizó la final el 6 de febrero de 2021 donde fue elegido el grupo The Roop con la canción electropop «Discoteque» compuesta por los integrantes del grupo: Vaidotas Valiukevičius, Robertas Baranauskas y Mantas Banišauskas junto a Laisvūnas Černovas, Kalle Lindroth, Ilkka Wirtanen.
Siendo a priori, uno de los máximos favoritos de la edición de Eurovisión de 2020, The Roop partió como uno de los máximos favoritos durante la presentación de las canciones. Una vez publicadas las 39 canciones participantes, Lituania bajó algunos lugares, manteniéndose como uno de los favoritos dentro de los primeros 10 lugares. Durante el festival, tras clasificarse en 4° lugar de la semifinal 1 con 203 puntos, Lituania finalizó en 8.ª posición con una sumatoria de 220 puntos: 55 del jurado profesional y 165 del televoto.

## Historia de Lituania en el Festival
Lituania es uno de los países de Europa del Este que se fueron uniendo al festival desde después de la disolución de la Unión Soviética, debutando en 1994. Desde entonces el país ha concursado en 20 ocasiones, siendo su mejor participación un 6° lugar obtenido en 2006 por LT United y la canción rock-alternativa «We are the winners». Así mismo, el país se ha colocado en una ocasión más dentro de los 10 mejores del concurso: en 2016. Desde la introducción de las semifinales, Lituania se ha ausentado de la gran final solamente en 7 ocasiones.
Los representante para la edición cancelada de 2020 eran el grupo The Roop con la canción alternativa «On Fire». En 2019, el cantante Jurijus Veklenko no logró clasificarse para la final, terminando en 11.ª posición con 93 puntos en la segunda semifinal, con el tema «Run with the Lions».

## Representante para Eurovisión

### Pabandom iš Naujo! 2021
Lituania confirmó su participación en el Festival de Eurovisión 2021 el 21 de marzo de 2020, días después de la cancelación de la edición de 2020 por la pandemia de COVID-19. A diferencia de otros países, Lituania decidió mantener su sistema tradicional de preselección en lugar de confirmar al participante seleccionado para 2020, sin embargo el grupo The Roop recibió la oferta de obtener un lugar directamente en la final de la preselección. El periodo de recepción de las canciones fue entre el 28 de octubre y el 14 de diciembre de 2020. El 23 de diciembre la LRT anunció los 23 participantes, siendo anunciadas las canciones el 5 de enero. Ese mismo día, se anunció la retirada de dos actos, con lo cual la lista se cerró en 21 participantes.
La competencia consistió en una ronda eliminatoria con dos heats, una semifinal y una final: En los primeros dos heats, cada gala contenía 10 participantes los cuales se sometían a una ronda de votación única: la votación se dividía 50/50 entre un panel de jurados y el televoto con ambos votando con el mismo sistema de Eurovisión: 12, 10 y 8-1 puntos. Las 5 canciones con mayor puntuación de cada heat avanzaron a la semifinal, con los empates resolviéndose en favor de quien recibiera más votos del jurado profesional. La mecánica de la semifinal fue similar a la de los heats eliminatorios, avanzando las 5 canciones más puntuadas a la final.
En la gran final también se realizó una ronda de votación única: en la primera, en la que se presentaban las 6 candidaturas (las 5 ganadoras de la semifinal y The Roop que tuvieron pase directo a la final) y se sometían en una votación que se dividía 50/50 entre un panel de jurados y el televoto. Ambos votaban con el mismo sistema de Eurovisión: 12, 10, 8, 7, 6 y 5 puntos. En esta ronda, el mayor votado se declaraba ganador del festival y representante de Lituania en Eurovisión.

#### Candidaturas
| Artista                                | Canción (Traducción)                                           | Idioma           | Compositor(es) |
| -------------------------------------- | -------------------------------------------------------------- | ---------------- | --- |
| Aistė Brokenleg                        | «Home» («Hogar»)                                               | Inglés           | Linas Karolis Krasauskas, Aistė Motiejūnaitė                                                                         |
| Aldegunda                              | «Sit Down» («Sienténse»)                                       | Lituano, Inglés  | Gailė Asačiovaitė-Main                                                                                               |
| Be U                                   | «Love Yourself» («Amate a ti mismo»)                           | Inglés           | Ąžuolas Paulauskas                                                                                                   |
| Black Spikes junto a Indrė Launikonytė | «Don't Tell Me» («No me digas»)                                | Inglés           | Dovilė Virbalaitė, Rimantas Budriūnas, Agnieška Vrubliauskienė, Simona Karinauskaitė, Indrė Launikonytė              |
| Cosmic Bride                           | «Solitary Star» («Estrella solitaria»)                         | Inglés           | Natalia Chareckaja, Davide Fortugno                                                                                  |
| Donata Virbilaitė                      | «The Way I Am» («Mi forma de ser»)                             | Inglés           | Ylva Persson, Linda Persson                                                                                          |
| Evelina Sašenko                        | «Malda»                                                        |                  | |
| Evita Cololo                           | «Be paslapčių» («Sin secretos»)                                | Lituano          | Evita Cololo, Elizabeta Eliševa Povilaitė, Vitalijus Puzyriovas                                                      |
| Gabrielė Goštautaitė                   | «Freedom» («Libertad»)                                         | Inglés           | Gabrielė Goštautaitė, Tomas Kondrackis                                                                               |
| Gabrielius Vagelis                     | «My Guy» («Mi chico»)                                          | Inglés           | Gabrielius Vagelis, Bjørn Holmesland                                                                                 |
| Gebrasy                                | «Where'd You Wanna Go?» («¿A dónde deberías ir?»)              | Inglés           | Audrius Petrauskas, Faustas Venckus                                                                                  |
| Gintarė Korsakaitė                     |                                                                |                  | |
| Martyna Jezepčikaitė                   | «Thank You Very Much» («Muchas gracias»)                       | Inglés           | Andreas Stone Johansson, Julia Kautz, Morten Thorhauge, Selin Üstün                                                  |
| Milita Daikerytė                       | «Shadows» («Sombras»)                                          | Inglés           | Audrius Petrauskas, Faustas Venckus                                                                                  |
| Norbertas                              | «Man In Need» («Hombre necesitado»)                            | Inglés           | Faustas Venckus, Dennis Steenbergen                                                                                  |
| Rapolas                                | «Degam» («Estamos encendidos»)                                 | Lituano          | Rapolas Kęstutis Meškauskas                                                                                          |
| Sunday Afternoon                       | «Open» («Abrir»)                                               | Inglés           | Vilija Matačiūnaitė                                                                                                  |
| The Roop                               | «Discoteque» («Discotequear»)                                  | Inglés           | Vaidotas Valiukevičius, Robertas Baranauskas, Mantas Banišauskas, Laisvūnas Černovas, Kalle Lindroth, Ilkka Wirtanen |
| Thomukas1                              | «Wish» («Deseo»)                                               | Inglés           | Thomas Tumosa, Simonas Kazlauskas, Pijus Brazys                                                                      |
| Titas & Benas                          | «No» («No»)                                                    | Inglés           | Audrius Petrauskas, Faustas Venckus                                                                                  |
| Twosome                                | «I Love My Bear» («Amo a mi oso»)                              | Inglés, Italiano | Justinas Stanislovaitis, Paulius Šinkūnas                                                                            |
| UnoBand                                | «Eisiu» («Iré»)                                                | Lituano          | Paulius Jasiūnas |
| Voldemars Petersons                    | «Never Fall for You Again» («Nunca enamorarme de ti otra vez») | Inglés           | Voldemars Petersons                                                                                                  |

#### Heat 1
El Heat 1 se emitió el 16 de enero de 2021, presentada por Ieva Stasiulevičiūtė y Vytautas Rumšas desde los estudios de la LRT en la capital Vilna. 10 canciones compitieron por 5 pases a la final en una ronda de votación determinada en una combinación de un 50% para un jurado profesional y 50% para el televoto. El panel de jurado fue compuesto por Ramūnas Zilnys (crítico de músico), Aistė Smilgevičiūtė (cantante), Jievaras Jasinskis (compositor y músico), Ieva Narkutė (cantante) y Vytautas Bikus (compositor).
| N.º | Artista                            | Canción                    | Jurado | Jurado | Televoto | Televoto | Lugar | Puntos |
| N.º | Artista                            | Canción                    | Votos  | Puntos | Votos    | Puntos   | Lugar | Puntos |
| --- | ---------------------------------- | -------------------------- | ------ | ------ | -------- | -------- | ----- | ------ |
| 1   | Black Spikes ft. Indrė Launikonytė | «Don't Tell Me»            | 24     | 4      | 805      | 8        | 6     | 12     |
| 2   | Thomukas1                          | «Wish»                     | 8      | 2      | 108      | 1        | 10    | 3      |
| 3   | Be U                               | «Love Yourself»            | 30     | 6      | 780      | 7        | 5     | 13     |
| 4   | Titas & Benas                      | «No»                       | 41     | 8      | 994      | 10       | 2     | 18     |
| 5   | Martyna Jezepčikaitė               | «Thank You Very Much»      | 27     | 5      | 2,063    | 12       | 3     | 17     |
| 6   | Donata Virbilaitė                  | «The Way I Am»             | 36     | 7      | 353      | 3        | 7     | 10     |
| 7   | Twosome                            | «I Love My Bear»           | 8      | 2      | 213      | 2        | 9     | 4      |
| 8   | Milita Daikerytė                   | «Shadows»                  | 49     | 10     | 448      | 5        | 4     | 15     |
| 9   | Aldegunda                          | «Sit Down»                 | 15     | 3      | 357      | 4        | 8     | 7      |
| 10  | Voldemars Petersons                | «Never Fall for You Again» | 52     | 12     | 498      | 6        | 1     | 18     |

#### Heat 2
El Heat 2 se emitió el 23 de enero de 2021, presentada por Ieva Stasiulevičiūtė y Vytautas Rumšas desde los estudios de la LRT en la capital Vilna. 10 canciones compitieron por 5 pases a la final en una ronda de votación determinada en una combinación de un 50% para un jurado profesional y 50% para el televoto. El panel de jurado fue compuesto por Ramūnas Zilnys (crítico de músico), Gerūta Griniūtė (presentadora cultural y conductora de eventos), Stanislavas Stavickis-Stano (cantautor), Ieva Narkutė (cantante) y Vytautas Bikus (compositor).
| N.º | Artista              | Canción                 | Jurado | Jurado | Televoto | Televoto | Lugar | Puntos |
| N.º | Artista              | Canción                 | Votos  | Puntos | Votos    | Puntos   | Lugar | Puntos |
| --- | -------------------- | ----------------------- | ------ | ------ | -------- | -------- | ----- | ------ |
| 1   | UnoBand              | «Eisiu»                 | 7      | 1      | 169      | 3        | 10    | 4      |
| 2   | Cosmic Bride         | «Solitary Star»         | 26     | 6      | 93       | 1        | 9     | 7      |
| 3   | Rapolas              | «Degam»                 | 19     | 3      | 333      | 5        | 7     | 8      |
| 4   | Sunday Afternoon     | «Open»                  | 24     | 5      | 249      | 4        | 6     | 9      |
| 5   | Aistė Brokenleg      | «Home»                  | 27     | 7      | 131      | 2        | 5     | 9      |
| 6   | Norbertas            | «Man In Need»           | 21     | 4      | 587      | 10       | 4     | 14     |
| 7   | Gabrielė Goštautaitė | «Freedom»               | 18     | 2      | 340      | 6        | 8     | 8      |
| 8   | Gebrasy              | «Where'd You Wanna Go?» | 55     | 12     | 868      | 12       | 1     | 24     |
| 9   | Evita Cololo         | «Be paslapčių»          | 46     | 8      | 443      | 8        | 3     | 16     |
| 10  | Gabrielius Vagelis   | «My Guy»                | 47     | 10     | 423      | 7        | 2     | 17     |

#### Semifinal
La semifinal se emitió el 30 de enero de 2021, presentada por Ieva Stasiulevičiūtė y Vytautas Rumšas desde los estudios de la LRT en la capital Vilna. Las 10 canciones ganadoras de los dos heats eliminatorias compitieron por 5 pases a la final en una ronda de votación determinada en una combinación de un 50% para un jurado profesional y 50% para el televoto. El panel de jurado fue compuesto por Ramūnas Zilnys (crítico de músico), Aistė Smilgevičiūtė (cantante), Jievaras Jasinskis (compositor y músico), Gerūta Griniūtė (presentadora cultural y conductora de eventos) y Stanislavas Stavickis-Stano (cantautor).
| N.º | Artista              | Canción                    | Jurado | Jurado | Televoto | Televoto | Lugar | Puntos |
| N.º | Artista              | Canción                    | Votos  | Puntos | Votos    | Puntos   | Lugar | Puntos |
| --- | -------------------- | -------------------------- | ------ | ------ | -------- | -------- | ----- | ------ |
| 1   | Be U                 | «Love Yourself»            | 14     | 1      | 858      | 7        | 9     | 8      |
| 2   | Aistė Brokenleg      | «Home»                     | 16     | 4      | 208      | 1        | 10    | 5      |
| 3   | Gabrielius Vagelis   | «My Guy»                   | 24     | 6      | 688      | 4        | 7     | 10     |
| 4   | Martyna Jezepčikaitė | «Thank You Very Much»      | 20     | 5      | 1,816    | 10       | 2     | 15     |
| 5   | Norbertas            | «Man In Need»              | 15     | 2      | 832      | 6        | 8     | 8      |
| 6   | Evita Cololo         | «Be paslapčių»             | 45     | 10     | 350      | 2        | 3     | 12     |
| 7   | Titas & Benas        | «No»                       | 16     | 4      | 943      | 8        | 5     | 12     |
| 8   | Voldemars Petersons  | «Never Fall for You Again» | 38     | 7      | 819      | 5        | 4     | 12     |
| 9   | Milita Daikerytė     | «Shadows»                  | 42     | 8      | 592      | 3        | 6     | 11     |
| 10  | Gebrasy              | «Where'd You Wanna Go?»    | 60     | 12     | 2,237    | 12       | 1     | 24     |

#### Final
La final se emitió el 6 de febrero de 2021, presentada por Ieva Stasiulevičiūtė y Vytautas Rumšas desde los estudios de la LRT en la capital Vilna. Las 5 canciones ganadoras de la semifinal junto al grupo The Roop compitieron en una ronda de votación determinada en una combinación de un 50% para un jurado profesional y 50% para el televoto. El panel de jurado fue compuesto por Ramūnas Zilnys (crítico de músico), Aistė Smilgevičiūtė (cantante), Jievaras Jasinskis (compositor y músico), Gerūta Griniūtė (presentadora cultural y conductora de eventos), Stanislavas Stavickis-Stano (cantautor), Ieva Narkutė (cantante) y Vytautas Bikus (compositor). Tras la ronda de votación fueron declarados ganadores The Roop con la canción «Discoteque» tras obtener la máxima puntuación del jurado y del televoto. Este triunfo fue el segundo consecutivo para el grupo, con lo cual Lituania revalidó a su concursante quien no pudo acudir al concurso de 2020 debido a la pandemia de COVID-19.
| N.º | Artista              | Canción                    | Jurado | Jurado | Televoto | Televoto | Lugar | Puntos |
| N.º | Artista              | Canción                    | Votos  | Puntos | Votos    | Puntos   | Lugar | Puntos |
| --- | -------------------- | -------------------------- | ------ | ------ | -------- | -------- | ----- | ------ |
| 1   | Titas & Benas        | «No»                       | 44     | 6      | 1,094    | 6        | 6     | 12     |
| 2   | Martyna Jezepčikaitė | «Thank You Very Much»      | 40     | 5      | 2,453    | 8        | 4     | 13     |
| 3   | Gebrasy              | «Where'd You Wanna Go?»    | 70     | 10     | 6,413    | 10       | 2     | 20     |
| 4   | Voldemars Petersons  | «Never Fall for You Again» | 51     | 8      | 1,224    | 7        | 3     | 15     |
| 5   | Evita Cololo         | «Be paslapčių»             | 47     | 7      | 427      | 5        | 5     | 12     |
| 6   | The Roop             | «Discoteque»               | 84     | 12     | 74,512   | 12       | 1     | 24     |

## En Eurovisión
De acuerdo a las reglas del festival, todos los concursantes inician desde las semifinales, a excepción del anfitrión (en este caso, Países Bajos) y el Big Five compuesto por Alemania, España, Francia, Italia y Reino Unido. La producción del festival decidió respetar el sorteo ya realizado para la edición cancelada de 2020 por lo que se determinó que el país, tendría que participar en la primera semifinal. En este mismo sorteo, se determinó que participaría en la primera mitad de la semifinal (posiciones 1-7). Semanas después, ya conocidos los artistas y sus respectivas canciones participantes, la producción del programa dio a conocer el orden de actuación, determinando que Lituania participara en la primera posición, seguida de Eslovenia.
Los comentarios para Lituania tanto para televisión como para radio corrieron por parte de Ramūnas Zilnys. El portavoz de la votación del jurado profesional lituano fue el cantante y exintegrante del grupo LT United, representantes lituanos en 2006, Andrius Mamontovas.

### Semifinal 1
The Roop tomó parte de los primeros ensayos los días 8 y 12 de mayo, así como de los ensayos generales con vestuario de la primera semifinal los días 17 y 18 de mayo. El ensayo general de la tarde del 17 fue tomado en cuenta por los jurados profesionales para emitir sus votos, que representan el 50% de los puntos. Lituania se presentó en la posición 1, por detrás de Eslovenia. La actuación lituana fue fiel a la puesta en escena utilizada en la final nacional, con los integrantes de The Roop siendo acompañados por un bailarín y una bailarina, los 5 en un vestuario color amarillo que contrastaba con la iluminación y los fondos de la pantalla LED en colores morados. Vaidotas interpretó la canción apoyado por los coros pregrabados y sus otros compañeros de la banda: Robertas quien tocaba la batería y Mantas, el bajo. En la parte final de la actuación, Vaidotas tomó una de las cámaras para dar un recorrido en el escenario con ella junto con las bailarines.
Al final del show, Lituania fue anunciada como uno de los 10 países finalistas. Los resultados revelados una vez terminado el festival, posicionaron al grupo lituano en 4.ª posición con 203 puntos, habiéndose colocado en 3° lugar del televoto con 137 puntos, y en 8° lugar del jurado profesional con 66 puntos.

### Final
Durante la rueda de prensa de los ganadores de la primera semifinal, se realizó el sorteo en el que se decidió en que mitad participaría cada finalista. Lituania fue sorteada para participar en la segunda mitad de la final (posiciones 14-26). El orden de actuación revelado durante la madrugada del viernes 21 de mayo, en el que se decidió que Lituania debía actuar en la posición 18 por delante de Bulgaria y detrás de Ucrania.
Durante la votación final, Lituania se colocó en la 14.ª posición del jurado profesional con 55 puntos, incluyendo la máxima puntuación del jurado de Italia. Posteriormente, se reveló su puntuación en la votación del televoto: 6.ª posición con 165 puntos, incluyendo las máximas puntuaciones de Alemania, Irlanda, Letonia, Noruega y Reino Unido. La sumatoria final lo colocaría en el 8° lugar con 220 puntos. El resultado del televoto se convertiría en el mejor en todas las participaciones del país y en términos generales, se logró la segunda mejor participación de Lituania en el concurso con la puntuación más grande jamás obtenida.

### Votación

#### Puntuación otorgada a Lituania

##### Semifinal 1
| Jurado                                            | Jurado                | Jurado                                        | Jurado                        | Jurado    |
| 12 puntos                                         | 10 puntos             | 8 puntos                                      | 7 puntos                      | 6 puntos  |
| ------------------------------------------------- | --------------------- | --------------------------------------------- | ----------------------------- | --------- |
| - Israel                                          |                       | - Rumania                                     | - Italia - Suecia             |           |
| 5 puntos                                          | 4 puntos              | 3 puntos                                      | 2 puntos                      | 1 punto   |
| - Irlanda                                         | - Alemania - Malta    | - Chipre - Países Bajos                       | - Australia - Bélgica - Rusia | - Ucrania |
| Televoto                                          |                       |                                               |                               |           |
| 12 puntos                                         | 10 puntos             | 8 puntos                                      | 7 puntos                      | 6 puntos  |
| - Alemania - Chipre - Irlanda - Noruega - Ucrania | - Suecia              | - Australia - Bélgica - Italia - Países Bajos | - Malta - Rusia               | - Rumania |
| 5 puntos                                          | 4 puntos              | 3 puntos                                      | 2 puntos                      | 1 punto   |
| - Israel                                          | - Macedonia del Norte | - Azerbaiyán - Croacia                        |                               |           |

##### Final
| Jurado                                                 | Jurado                                    | Jurado                                      | Jurado                       | Jurado                    |
| 12 puntos                                              | 10 puntos                                 | 8 puntos                                    | 7 puntos                     | 6 puntos                  |
| ------------------------------------------------------ | ----------------------------------------- | ------------------------------------------- | ---------------------------- | ------------------------- |
| - Italia                                               | - Israel                                  |                                             |                              | - Letonia - San Marino    |
| 5 puntos                                               | 4 puntos                                  | 3 puntos                                    | 2 puntos                     | 1 punto                   |
|                                                        | - Irlanda - Suiza                         | - Finlandia - Georgia                       | - Croacia - España - Estonia | - Alemania                |
| Televoto                                               |                                           |                                             |                              |                           |
| 12 puntos                                              | 10 puntos                                 | 8 puntos                                    | 7 puntos                     | 6 puntos                  |
| - Alemania - Irlanda - Letonia - Noruega - Reino Unido | - Estonia - Georgia - Ucrania             |                                             | - Bélgica - Suecia           | - Australia - Malta       |
| 5 puntos                                               | 4 puntos                                  | 3 puntos                                    | 2 puntos                     | 1 punto                   |
| - Chipre - Finlandia - Italia                          | - Dinamarca - España - Islandia - Polonia | - Austria - Israel - Países Bajos - Rumania | - Moldavia - Rusia           | - República Checa - Suiza |

#### Puntuación otorgada por Lituania
| Puntos    | Jurado    | Televoto   |
| --------- | --------- | ---------- |
| 12 puntos | Ucrania   | Ucrania    |
| 10 puntos | Bélgica   | Bélgica    |
| 8 puntos  | Australia | Rusia      |
| 7 puntos  | Israel    | Malta      |
| 6 puntos  | Malta     | Noruega    |
| 5 puntos  | Rumania   | Suecia     |
| 4 puntos  | Chipre    | Chipre     |
| 3 puntos  | Suecia    | Azerbaiyán |
| 2 puntos  | Noruega   | Israel     |
| 1 punto   | Croacia   | Irlanda    |

| Puntos    | Jurado   | Televoto  |
| --------- | -------- | --------- |
| 12 puntos | Ucrania  | Ucrania   |
| 10 puntos | Italia   | Italia    |
| 8 puntos  | Suiza    | Francia   |
| 7 puntos  | Bélgica  | Finlandia |
| 6 puntos  | Portugal | Suiza     |
| 5 puntos  | Francia  | Noruega   |
| 4 puntos  | Islandia | Rusia     |
| 3 puntos  | Malta    | Islandia  |
| 2 puntos  | Bulgaria | Bélgica   |
| 1 punto   | Israel   | Suecia    |

##### Desglose
El jurado lituano estuvo compuesto por:
- Jievaras Jasinskis
- Rafailas Karpis
- Giedrė Kilčiauskienė
- Raminta Naujanytė (Bjelle)
- Darius Užkuraitis

| Semifinal 1 | Semifinal 1         | Semifinal 1                | Semifinal 1                | Semifinal 1                | Semifinal 1                | Semifinal 1                | Semifinal 1                | Semifinal 1                | Semifinal 1                | Semifinal 1                |
| N.º         | País                | Jurado                     | Jurado                     | Jurado                     | Jurado                     | Jurado                     | Jurado                     | Jurado                     | Televoto                   | Televoto                   |
| N.º         | País                | Jurado A                   | Jurado B                   | Jurado C                   | Jurado D                   | Jurado E                   | Ranking                    | Puntos                     | Ranking                    | Puntos                     |
| ----------- | ------------------- | -------------------------- | -------------------------- | -------------------------- | -------------------------- | -------------------------- | -------------------------- | -------------------------- | -------------------------- | -------------------------- |
| 01          | Lituania            | -------------------------- | -------------------------- | -------------------------- | -------------------------- | -------------------------- | -------------------------- | -------------------------- | -------------------------- | -------------------------- |
| 02          | Eslovenia           | 15                         | 9                          | 13                         | 11                         | 15                         | 15                         |                            | 14                         |                            |
| 03          | Rusia               | 10                         | 15                         | 14                         | 9                          | 9                          | 11                         |                            | 3                          | 8                          |
| 04          | Suecia              | 11                         | 2                          | 9                          | 8                          | 8                          | 8                          | 3                          | 6                          | 5                          |
| 05          | Australia           | 9                          | 1                          | 4                          | 3                          | 7                          | 3                          | 8                          | 11                         |                            |
| 06          | Macedonia del Norte | 14                         | 13                         | 8                          | 15                         | 10                         | 13                         |                            | 15                         |                            |
| 07          | Irlanda             | 13                         | 14                         | 7                          | 12                         | 12                         | 12                         |                            | 10                         | 1                          |
| 08          | Chipre              | 6                          | 3                          | 15                         | 6                          | 6                          | 7                          | 4                          | 7                          | 4                          |
| 09          | Noruega             | 4                          | 12                         | 12                         | 14                         | 3                          | 9                          | 2                          | 5                          | 6                          |
| 10          | Croacia             | 3                          | 11                         | 11                         | 7                          | 13                         | 10                         | 1                          | 12                         |                            |
| 11          | Bélgica             | 7                          | 4                          | 2                          | 2                          | 2                          | 2                          | 10                         | 2                          | 10                         |
| 12          | Israel              | 2                          | 5                          | 3                          | 10                         | 5                          | 4                          | 7                          | 9                          | 2                          |
| 13          | Rumania             | 5                          | 8                          | 5                          | 4                          | 11                         | 6                          | 5                          | 13                         |                            |
| 14          | Azerbaiyán          | 12                         | 10                         | 10                         | 13                         | 14                         | 14                         |                            | 8                          | 3                          |
| 15          | Ucrania             | 1                          | 6                          | 1                          | 1                          | 4                          | 1                          | 12                         | 1                          | 12                         |
| 16          | Malta               | 8                          | 7                          | 6                          | 5                          | 1                          | 5                          | 6                          | 4                          | 7                          |

| Final | Final        | Final                      | Final                      | Final                      | Final                      | Final                      | Final                      | Final                      | Final                      | Final                      |
| N.º   | País         | Jurado                     | Jurado                     | Jurado                     | Jurado                     | Jurado                     | Jurado                     | Jurado                     | Televoto                   | Televoto                   |
| N.º   | País         | Jurado A                   | Jurado B                   | Jurado C                   | Jurado D                   | Jurado E                   | Ranking                    | Puntos                     | Ranking                    | Puntos                     |
| ----- | ------------ | -------------------------- | -------------------------- | -------------------------- | -------------------------- | -------------------------- | -------------------------- | -------------------------- | -------------------------- | -------------------------- |
| 01    | Chipre       | 13                         | 15                         | 21                         | 15                         | 17                         | 18                         |                            | 11                         |                            |
| 02    | Albania      | 23                         | 22                         | 24                         | 19                         | 24                         | 23                         |                            | 25                         |                            |
| 03    | Israel       | 11                         | 16                         | 7                          | 20                         | 7                          | 10                         | 1                          | 16                         |                            |
| 04    | Bélgica      | 6                          | 4                          | 3                          | 3                          | 1                          | 4                          | 7                          | 9                          | 2                          |
| 05    | Rusia        | 16                         | 21                         | 16                         | 24                         | 19                         | 19                         |                            | 7                          | 4                          |
| 06    | Malta        | 15                         | 8                          | 9                          | 8                          | 5                          | 8                          | 3                          | 15                         |                            |
| 07    | Portugal     | 4                          | 1                          | 5                          | 4                          | 12                         | 5                          | 6                          | 12                         |                            |
| 08    | Serbia       | 24                         | 23                         | 25                         | 23                         | 21                         | 24                         |                            | 21                         |                            |
| 09    | Reino Unido  | 20                         | 17                         | 18                         | 18                         | 25                         | 20                         |                            | 20                         |                            |
| 10    | Grecia       | 8                          | 14                         | 19                         | 13                         | 16                         | 15                         |                            | 17                         |                            |
| 11    | Suiza        | 5                          | 6                          | 2                          | 2                          | 2                          | 3                          | 8                          | 5                          | 6                          |
| 12    | Islandia     | 10                         | 7                          | 11                         | 5                          | 9                          | 7                          | 4                          | 8                          | 3                          |
| 13    | España       | 22                         | 19                         | 12                         | 16                         | 13                         | 17                         |                            | 24                         |                            |
| 14    | Moldavia     | 25                         | 25                         | 23                         | 25                         | 23                         | 25                         |                            | 22                         |                            |
| 15    | Alemania     | 14                         | 12                         | 14                         | 10                         | 8                          | 12                         |                            | 13                         |                            |
| 16    | Finlandia    | 12                         | 10                         | 10                         | 12                         | 10                         | 11                         |                            | 4                          | 7                          |
| 17    | Bulgaria     | 7                          | 13                         | 8                          | 11                         | 15                         | 9                          | 2                          | 18                         |                            |
| 18    | Lituania     | -------------------------- | -------------------------- | -------------------------- | -------------------------- | -------------------------- | -------------------------- | -------------------------- | -------------------------- | -------------------------- |
| 19    | Ucrania      | 3                          | 3                          | 1                          | 1                          | 3                          | 1                          | 12                         | 1                          | 12                         |
| 20    | Francia      | 2                          | 5                          | 6                          | 7                          | 14                         | 6                          | 5                          | 3                          | 8                          |
| 21    | Azerbaiyán   | 21                         | 18                         | 20                         | 22                         | 22                         | 21                         |                            | 14                         |                            |
| 22    | Noruega      | 9                          | 20                         | 17                         | 17                         | 6                          | 13                         |                            | 6                          | 5                          |
| 23    | Países Bajos | 19                         | 11                         | 15                         | 9                          | 11                         | 14                         |                            | 23                         |                            |
| 24    | Italia       | 1                          | 2                          | 4                          | 6                          | 4                          | 2                          | 10                         | 2                          | 10                         |
| 25    | Suecia       | 17                         | 9                          | 13                         | 14                         | 18                         | 16                         |                            | 10                         | 1                          |
| 26    | San Marino   | 18                         | 24                         | 22                         | 21                         | 20                         | 22                         |                            | 19                         |                            |